# 2,3,6-trichloorfenol
2,3,6-trichloorfenol is een organische verbinding met als brutoformule C6H3Cl3O. De stof komt voor als kleurloze kristallen met een kenmerkende geur, die onoplosbaar zijn in water.

## Toxicologie en veiligheid
De stof ontleedt bij verhitting en bij contact met sterk oxiderende stoffen, met vorming van giftige en corrosieve dampen van waterstofchloride. De stof is een zwak zuur en reageert hevig met basen.
De stof is irriterend voor de ogen, de huid en de luchtwegen. 2,3,6-trichloorfenol kan acute effecten hebben op de stofwisseling, waardoor beschadiging van het centraal zenuwstelsel en van verscheidene organen kan optreden.